# NGC 6897
NGC 6897 је спирална галаксија у сазвежђу Јарац која се налази на NGC листи објеката дубоког неба.
Деклинација објекта је - 12° 15' 18" а ректасцензија 20h 21m 1,3s. Привидна величина (магнитуда) објекта NGC 6897 износи 14,0 а фотографска магнитуда 14,8. NGC 6897 је још познат и под ознакама MCG -2-52-1, IRAS 20182-1224, PGC 64513.